# Кудимкар
Кудимкар (рус. Кудымкар) је град, средиште Коми-пермјачког округа у Пермском крају, Русија.
Налази се на ушћу реке Инве у реку Куву.
Површина— 25,3 km²
Кудимкар је основан у 16. веку.

## Становништво
Према прелиминарним подацима са пописа, у граду је 2010. живело становника, (%) више него 2002.
| 1939.  | 1959.  | 1970.  | 1979.  | 1989.  | 2002.  | 2010.  |
| ------ | ------ | ------ | ------ | ------ | ------ | ------ |
| 13.939 | 21.801 | 26.350 | 28.375 | 33.451 | 31.914 | 28.967 |

Број становника:
- 26.000 (1972).
- 34.500 (2001).